# Inwood (New York)
Inwood est une census-designated place du comté de Nassau, dans l'État de New York, aux États-Unis,. En 2020, elle compte une population de 11 340 habitants.